# 邦寿王
邦寿王（くにながおう、1922年（大正11年）4月21日 - 1986年（昭和61年）4月16日）は、日本の元皇族、陸軍軍人。最終階級は陸軍大尉。賀陽宮恒憲王の第1王子。臣籍降下（皇籍離脱）後は賀陽邦寿（かや くになが）。明仁上皇(第125代天皇)の再従兄にあたる。

## 生涯

### 皇族時代

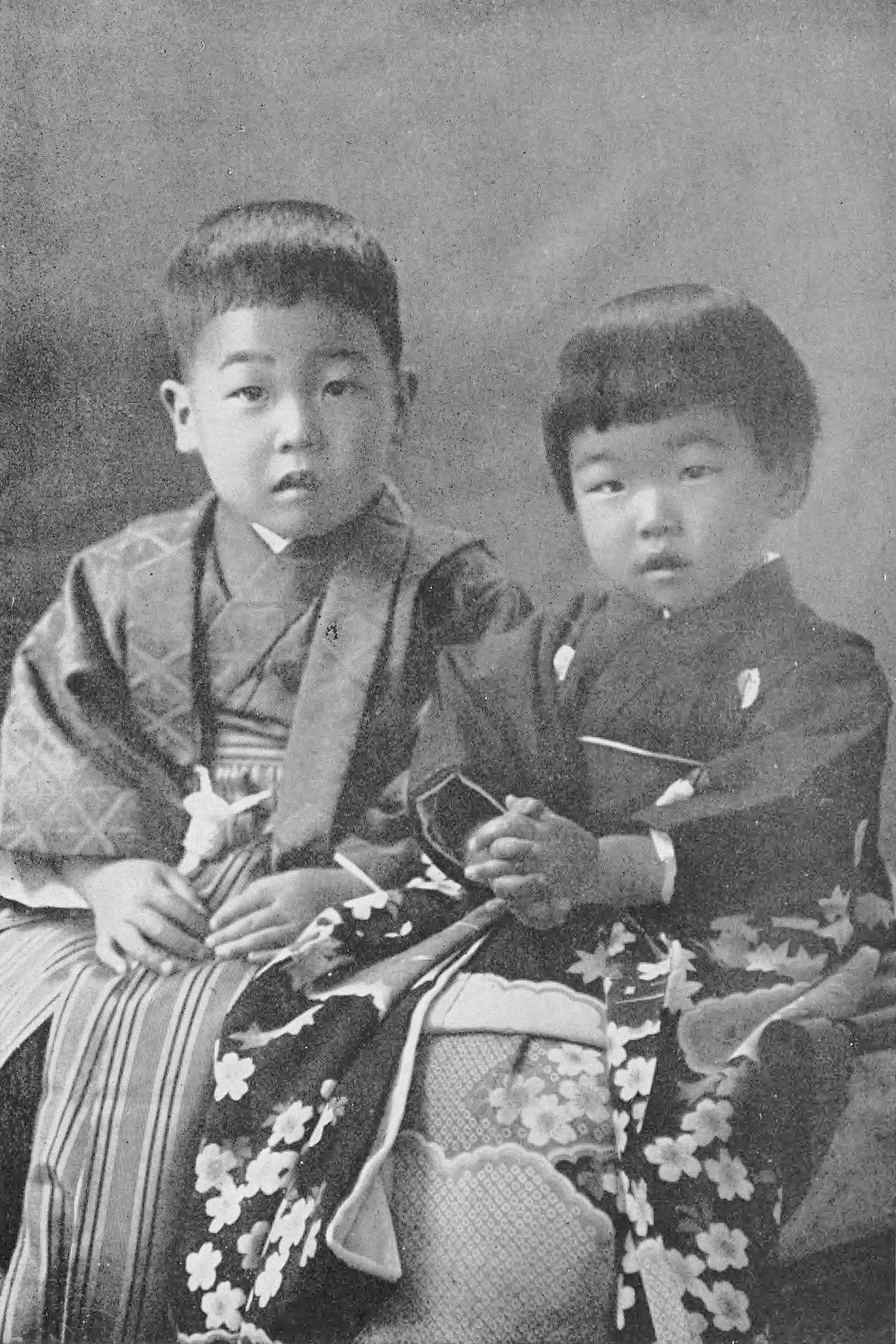
幼少期の邦寿王（左）と妹美智子女王（右）

1922年（大正11年）4月21日午前0時45分、賀陽宮恒憲王と同妃敏子の第1男子として誕生。御七夜の4月27日に「邦寿」と命名された。
学習院中等科を経て、東京陸軍幼年学校（40期）卒業後、1941年（昭和16年）7月、陸軍士官学校（55期）を卒業。陸軍少尉に任官する。大尉時代には早淵四郎中将の下で豊橋第一陸軍予備士官学校の教官を務め、精神訓話と戦術の講義を担当した。
1942年（昭和17年）4月21日、満20歳に達し、貴族院の皇族議員となる。同年12月7日に、成年式が執り行われた。
同年から南方を転戦。陸軍大尉として、1945年（昭和20年）8月15日の敗戦を迎える。
1945年（昭和20年）11月29日、昭和天皇から他の皇族とともに歴代山陵への代拝を命じられる。目的は、歴代各陵に対し戦争の終熄へのお詫びと日本の復興に対する御加護を祈ることであり、同年12月1日に東京を出発して綏靖天皇陵を始め奈良県下の16陵に参向。同年12月4日に帰京して、翌12月5日に昭和天皇に復命した。
1946年（昭和21年）5月23日付で、他の皇族男子と共に貴族議員議員を離職した。

### 戦後、民間人として
復員後、1946年に京都大学経済学部に入学。大学在学中、1947年10月14日、他の皇族と共に臣籍降下（皇籍離脱）し、以降は賀陽邦寿（かや くになが）となる。また公職追放の対象となる。1950年、京都大学経済学部を卒業。
東京銀行や日本国土開発などへの勤務を経て、後に賀陽会（かようかい）を主宰、賀陽政治経済研究所を設立し、所長となった。
また、第8回参議院議員通常選挙（1968年7月7日投票）に全国区から立候補したが落選した。大日本居合道連盟初代会長を務めた。
1986年（昭和61年）4月16日、心筋梗塞のため旅行中の台湾で客死。

## 民間勲位ビジネス
邦寿が会長を務めた「日本経営功労顕彰委員会」という団体は、2万8000円から6万8000円を支払った中小企業経営者に「功五等位」から「功一等位」という称号を与えていた。賞勲局はこれを問題視し調査にまで発展している。また、同じく邦寿が会長を務めた「時事新聞社社会事業団」という団体も、全国の中小企業の社長や商店主に菊の紋章入りの「経営褒華賞受賞資格推薦書」という称号を送っており、これを受賞するためには5万円を支払う必要があったという。

## 逸話
大学最上級の1943年、孝宮和子内親王（昭和天皇の第3皇女）との、この上ない良縁の縁談が持ちかけられたが、敗戦と変革のなかで和子に中等教育を受けさせる必要から婚約は白紙に戻された。
京大在学時、大工の娘で祇園の茶屋「万イト」の芸妓・南洋子と深い仲となり結婚を決意するが、両親の大反対と洋子が結核に冒されたことで諦める。大学卒業後洋子も上京して、大森にアパートを借りて住んでいた。一旦京都に帰ったが、上京させ昭和医大に入院させたり、駒込に、小さな家を建てて、ばあやをつけて療養させた。邦寿は両親と下落合に住んでいたが、毎日見舞いは欠かさず、洋子には毎月10万円をかけていた（当時の大卒銀行員の初任給3000円）。洋子は、9人兄弟がいたため、10歳で祇園の妓方（置屋）に預けられ、13歳から舞妓（芸妓になる前の半玉）になる。大きな目は利発そうで、一重瞼でチャーミングではあったが、美人というほどではなかった。
邦寿はそうした相手がいるにもかかわらず、1948年に旧佐倉藩藩主、堀田伯爵の娘・英子（学習院一の美人と言われていた。後に政商と言われた小佐野賢治と結婚）と婚約した。だが邦寿の行状を知った堀田家がこれを解消した。
さらに洋子の存命中、男の性というもので、邦寿には別の恋人ができた。それは深川富岡町の料亭の一人娘の長島マリ子であった。マリ子は、深川富岡町の料亭「一楽」の一人娘（マリ子はその後、東映ニューフェイスでデビューする）。マリ子は、邦寿、久邇朝融と並行して付き合っていたが、久邇が身を引いた。
両親は、長男としての自覚と借財の尻ぬぐいまでさせられたことを盾に取り、無理やり見合いをさせて、結婚にまでこぎつけた。昭和26年（1951年）5月、心配した両親から政治家津雲国利の二女・津雲龍子と強引に結婚させられたが、邦寿は結婚に際し「洋子の病気が治ればすぐに離婚しよう。龍子には気の毒だが指一本触れまい」との決意で臨んでいた。龍子は新婚旅行にも連れて行かれず、入籍も先延ばしにされた。龍子の思いは、2日、3日、4日と日は過ぎても、夫の邦寿が指一本触れないことが気がかりだったが、龍子も夜の生活はどのようになるか知識としては知っている。皇族育ちゆえ、その方面は知らないのかと思ったが、どうも態度がよそよそしい。新婚旅行をしないのは、皇室ではそのような例はないからと言われて納得していたが、どうもおかしい。新婚の夢が無残に破れウツウツとする龍子だった。
結局洋子は1952年7月27日に死去したが、その後も、邦寿が、関西方面に出張する時は、墓参りを忘れず、法事にも毎回出席した。失業中の洋子の父親の南佐太郎の面倒を何かと見てやった。佐太郎は元皇族殿下が娘に対して、ここまで愛情と情けを与えてくれることに、感涙した。洋子の実家は、入り組んだ狭い住宅地の角地にあり、病室だった部屋は、狭い路地に面していたが、薄暮になった頃、その部屋の近くで食い入るように佇む邦寿の姿が、洋子が亡くなったのち見かけられた。
邦寿の気持ちが変わらなかったため、龍子は「どうか、これを機に、私を愛してほしいのですが」と申し出た。邦寿は「初恋の女、洋子は忘れる事ができない。今までに、女と思うのは洋子だけだ」と話した。龍子は昭和30年（1955年）春に離婚した。結婚生活は3年だった。龍子は義母の賀陽敏子から「本当にすまなかったねぇ、あなたの半生を台無しにして。申し訳なさで言葉もないわ、どうぞ幸せな第二の人生をみつけてください」とのお詫びと励ましの言葉を受けて、龍子は処女のまま賀陽家を去った。龍子は、「最後まで私の体に触れなかったのが、せめてもの幸いでした」とさばさばした顔で話した。
皇籍離脱後、「石ばしる垂水（たるみ）の上のさ蕨（わらび）の萌え出づる春になりにけるかも」（志貴皇子 巻8 1418）を揮毫し、この歌の石碑が春日宮天皇陵（志貴皇子の陵墓）前に設置されている。
だが実際には、元芸妓・料亭の娘・政治家の娘という3人の女性と同時に関係したのであり、邦寿は後に「南洋子さんとか、長島まり子ちゃんは、まあガールフレンドだね。（略）流れに逆らわず、自然に生きてきた」（『週刊新潮』1985年2月14日号）などとお気軽なコメントを残している。邦寿の父・恒憲と津雲国利が知り合いで、資産家でもある津雲からの経済支援をあてにした側面もある。邦寿は「私を代議士にするということで、その〝政略結婚〟に乗ったんです」（『週刊文春』1974年1月7日号）、「政治をこころざすぼくが、津雲さんに近づいたのだ、とも一面において、いえる」（『女性自身』1969年4月21日号、原文では津雲は「S」と表記）とも吐露し、政治家への野心のために津雲父娘を利用したと正直に認めている。
邦寿は結局3回も結婚・離婚を繰り返したが子はいなかった。

## 叙勲
- 1940年（昭和15年）8月15日 - 紀元二千六百年祝典記念章[18]
- 1941年（昭和16年）10月1日 - 勲一等旭日桐花大綬章 - [19]

## 血縁
- 父：賀陽宮恒憲王
- 母：恒憲王妃敏子
- 兄弟：邦寿王 - 美智子女王 - 治憲王 - 章憲王 - 文憲王 - 宗憲王 - 健憲王
- 妻：津雲龍子（衆議院議員津雲国利次女、のち離婚）

## 系譜
| 邦寿王 | 父： 恒憲王（賀陽宮） | 祖父： 邦憲王（賀陽宮） | 曾祖父： 朝彦親王（久邇宮） |
| 邦寿王 | 父： 恒憲王（賀陽宮） | 祖父： 邦憲王（賀陽宮） | 曾祖母： 泉亭静枝子         |
| 邦寿王 | 父： 恒憲王（賀陽宮） | 祖母： 好子             | 曾祖父： 醍醐忠順           |
| 邦寿王 | 父： 恒憲王（賀陽宮） | 祖母： 好子             | 曾祖母： 不詳               |
| 邦寿王 | 母： 敏子             | 祖父： 九条道実         | 曾祖父： 九条道孝           |
| 邦寿王 | 母： 敏子             | 祖父： 九条道実         | 曾祖母: 野間幾子            |
| 邦寿王 | 母： 敏子             | 祖母: 九条恵子          | 曾祖父： 大谷光瑩           |
| 邦寿王 | 母： 敏子             | 祖母: 九条恵子          | 曾祖母： 大谷恒子           |